# Без назви (притока Ромена)
Без назви — річка в Конотопському районі Сумської області, ліва притока Ромена.

## Географія
Довжина — 18 км. Площа басейну — 60,9 км 2. Русло річки в середній течії знаходиться на висоті 147,1 м над рівнем моря.
Нижня течія русла випрямлена в канал, шириною 5 м і глибиною 1,5 м; русло маловодне і пересихає. На руслі річки споруджені ставки. Долина частково зайнята лісовими насадженнями, лісосмугами.
Бере початок на північ від села Плужникове біля адміністративного кордону Конотопського району з Роменським районом. Річка тече на північний захід. Впадає в Ромен (на 74-му км від її гирла) на захід від села Дептівка на території Бахмацького району Чернігівської області біля адміністративного кордону областей.